# Epizod z belgijskiej rewolucji 1830
Epizod z belgijskiej rewolucji 1830 – obraz olejny namalowany na płótnie przez belgijskiego malarza Gustaafa Wappersa w 1835, znajdujący się w zbiorach Królewskich Muzeów Sztuk Pięknych w Brukseli.
Wappers, był pierwszym belgijskim malarzem romantycznym. Studiował na Królewskiej Akademii Sztuk Pięknych w Antwerpii oraz w Paryżu. W 1832 został mianowany profesorem malarstwa na tejże antwerpskiej akademii. Epizod z belgijskiej rewolucji 1830 został ciepło przyjęty na salonach i szybko okrył się dużą sławą, a jego twórca awansował na dyrektora akademii w Antwerpii. Wkrótce przeniósł się do Paryża, gdzie zmarł w 1874.

## Opis
Obraz przedstawia scenę z rewolucji belgijskiej. Żyjący na południu Belgii francuskojęzyczni katolicy uważali bardzo nietolerancyjnego wobec ich wiary kalwinistę, króla Wilhelma za despotę. Sam monarcha krwawo tłumił wszelkie rozruchy i utrzymywał stabilną sytuację w Królestwie Zjednoczonych Niderlandów za pomocą armii. Wspierani przez Francję powstańcy zwyciężyli po trzech latach walki. W ten sposób, Belgia została oddzielona od Niderlandów i zyskała suwerenność. Holendrzy uznali jej niepodległość dopiero w 1839. Kongres Narodowy zdecydował, by królem Belgów został Leopold I Koburg.
Obraz przedstawia tłum na Grand Place w Brukseli. Większość ludzi ma przy sobie broń – widły, szable, bagnety. Na szczycie tłumu, w prawym górnym rogu, dostrzec można wielką, rozdartą flagę Belgii. W centralnej części malowidła stoi elegancko ubrany chłopiec, grający na bębnie. Po prawej stronie, na kolanach starszego mężczyzny, leży najpewniej mdlejąca kobieta. Obraz jest niezwykle dynamiczny – każdy członek wielkiego tłumu przepycha się, wręcz wspina na innych. W tle, za głównymi postaciami, dostrzec można wielki tłum kolejnych powstańców.